# Miophocaena
Miophocaena nishinoi — вимерлий вид морських свиней з пізньоміоценової формації Koetoi в Японії, що датується приблизно 6.4–5.5 мільйонів років тому, представлений частковим черепом. Назва роду походить від давньогрецького mio, що означає міоцен, і phocaena — «морська свиня»; назва виду вшановує першовідкривача Таканобу Нісіно. Міофоцена мешкає в кладі з археофоценою, виявленою в тому ж районі, і разом з птерофоценою є проміжною фазою між морськими свинями та дельфінами.